# Jacob Holdt

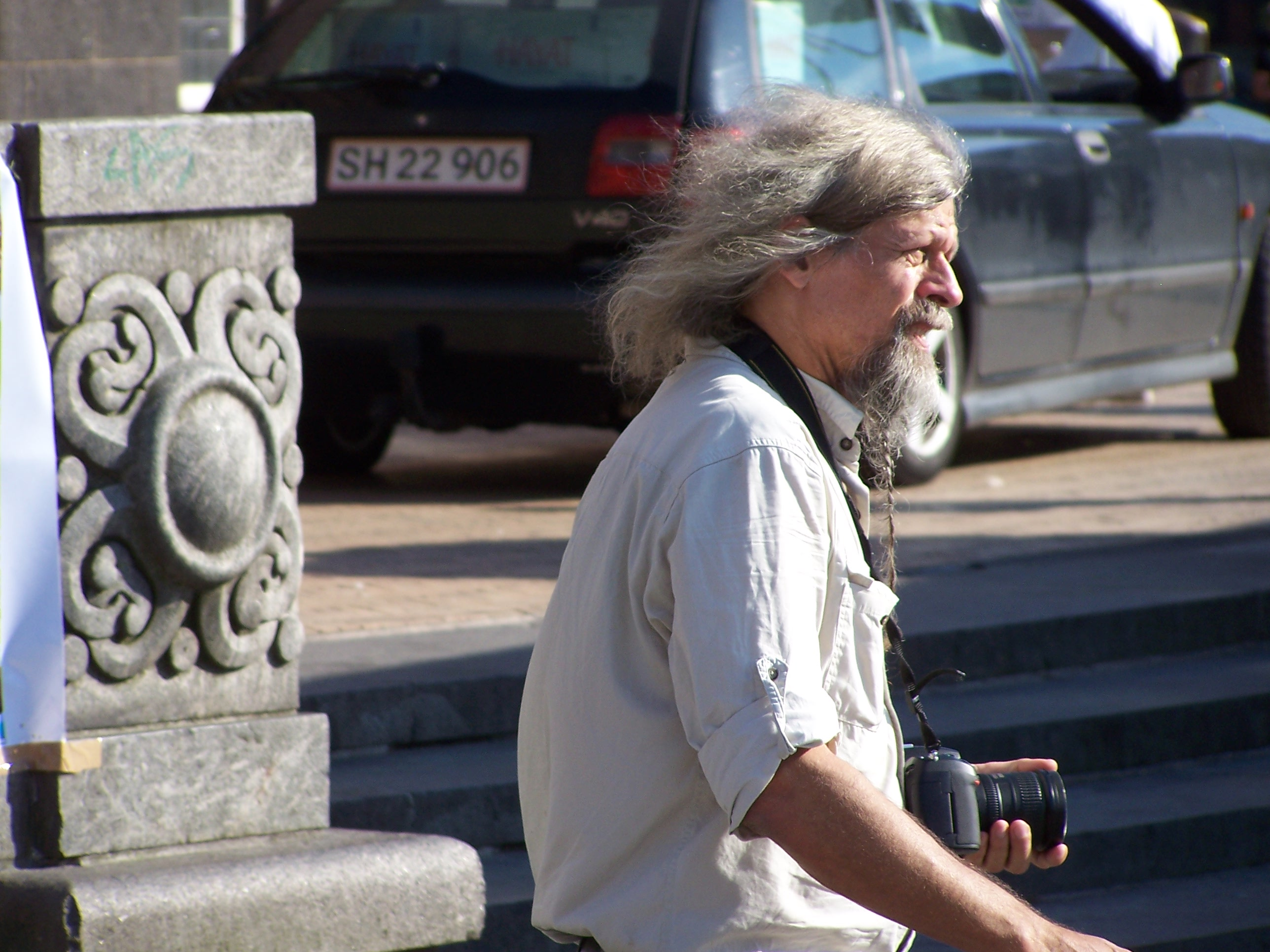
Jacob Holdt, 2009

Jacob Holdt (* 29. April 1947 in Kopenhagen) ist ein dänischer Fotograf, Autor und Entwicklungshelfer.

## Leben und Werk
Jacob Holdt ist einer von drei Söhnen des Pastors Jacob Holdt (1920–2000) und dessen Frau Grete. Er wuchs in der jütländischen Gemeinde Fåborg bei Esbjerg auf, wo sein Vater seit 1950 als Vikar tätig war. Auf Einladung der kanadischen Farmerfamilie Godfrey ging Holdt 1970 nach Kanada. Nach einem Jahr reiste er in die Vereinigten Staaten und erkundete per Anhalter und als Lebenskünstler das Land. Ursprünglich war er auf der Durchreise nach Chile, wo er sich der demokratischen Revolution Salvador Allendes anschließen wollte. Holdt blieb jedoch in den USA und interessierte sich zunehmend für die in Ghettos lebenden afro-amerikanischen Einwohner und deren Lebensbedingungen. Diese und andere Eindrücke hielt er während seiner fünfjährigen Wanderschaft mit der Halbformatkamera Canon Dial 35-2 fest. In dieser Zeit wurde er mehrmals verhaftet, Opfer von bewaffneten Raubüberfällen und Schlägereien.
Zurück in Europa veröffentlichte Holdt einige seiner rund 15.000 Fotos 1977 in dem Buch Amerikanske Billeder (dt.: Amerikabilder 1970–1975. Eine Reise durch das schwarze Amerika), um Rassismus, Ausbeutung und Armut zu zeigen. Bereits nach zwei Wochen waren 10.000 Exemplare verkauft. Der Spiegel veröffentlichte 1978 unter dem Titel Pilgerfahrt zu den Entrechteten eine dreiteilige Reihe von Auszügen seines Bildbandes. In Dänemark wurden rund 80.000 Bücher verkauft. In der Bundesrepublik Deutschland erschien 1978 beim S. Fischer Verlag mit American Pictures – Bilder aus Amerika eine deutsche Übersetzung, 1980 folgte in der DDR der Verlag Volk und Welt mit dem Titel Amerikanische Bilder.

Seine Fotostrecken inspirierten den dänischen Filmregisseur Lars von Trier zu den Filmen Manderlay und Dogville. Seit 1991 arbeitet Holdt als freiwilliger Helfer für CARE in Ländern der Dritten Welt.
Holdt ist mit Vibeke Rostrup Bøyesen verheiratet und hat mit ihr zwei erwachsene Kinder.

## Ausstellungen
In einer Ausstellung im Essener Museum Folkwang im Jahr 2007 wurden 200 seiner USA-Aufnahmen erneut gezeigt. Die Ausstellung wanderte danach nach Prag, Luxemburg und Chalon sur Saône.